# 장위안구

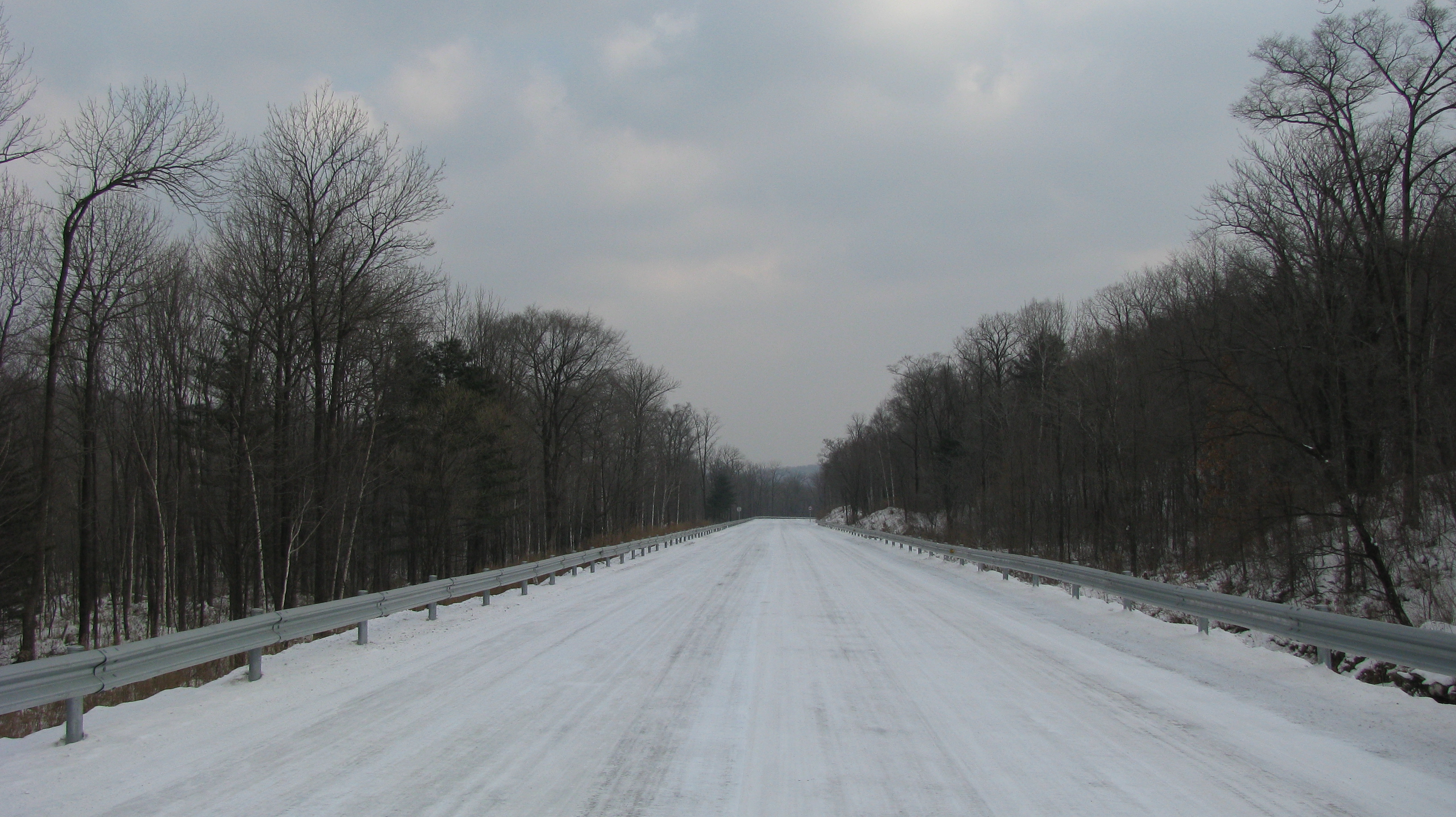

장위안구(한국어: 강원구, 중국어: 江源区, 병음: Jiāngyuán Qū)는 중화인민공화국 지린성 바이산시의 행정구역이다. 넓이는 1348km2이고, 인구는 2007년 기준으로 250,000명이다.

## 기후
연평균 기온은 4℃이고 무상 기일은 120일이다.

## 행정 구역
4개 가도, 6개 진을 관할한다.
- 가도: 江源街道, 孙家堡子街道, 城墙街道, 正岔街道.
- 진: 湾沟镇, 松树镇, 砟子镇, 石人镇, 大阳岔镇, 大石人镇.